# Landesnotarkammer Bayern
Die Landesnotarkammer Bayern ist eine der  21 Notarkammern Deutschlands. Ihre Zuständigkeit erstreckt sich über den Freistaat Bayern, und ihr Sitz befindet sich in München. Sie ist  Mitglied der Bundesnotarkammer.

## Aufgaben
Die Landesnotarkammer Bayern vertritt als Körperschaft des öffentlichen Rechts die in ihr zusammengeschlossenen Notare in Bayern. Sie wacht über das Ansehen ihrer Mitglieder, unterstützt die Aufsichtsbehörden bei ihrer Tätigkeit, fördert die Pflege des Notariatsrechts und sorgt für eine gewissenhafte und lautere Berufsausübung der Notare und Notarassessoren.
Sie wird gerichtlich und außergerichtlich durch ihren Präsidenten vertreten und unterliegt der Rechtsaufsicht durch das Bayerische Staatsministerium der Justiz.
Seit 2021 ist ihr Präsident Jens Kirchner.